# مورانو
مورانو (به ایتالیایی: Murano) یک جزیرة مسکونی در مجاورت ونیز در ایتالیا است که برای صنعت شیشه‌گری با دست انواع مجسمه و لوسترهای آویزی با قدمتی هزارساله در جهان معروف است.